# Шентјуриј на Долењскем
Шентјуриј на Долењскем (словен. Šentjurij na Dolenjskem) је насељено место у општини Мирна Печ, регија Југоисточна Словенија, Словенија.

## Историја
До територијалне реорганизације у Словенији био је у саставу старе општине Ново Место.

## Становништво
У попису становништва из 2011. године, Шентјуриј на Долењскем је имао 98 становника.
| Број становника према пописима | Број становника према пописима | Број становника према пописима |
| ------------------------------ | ------------------------------ | ------------------------------ |
| 1991                           | 2002                           | 2011                           |
| 73                             | 94                             | 98                             |

Напомена: До 1955. исказивано под именом Шент Јуриј.